# Caledoniella
Caledoniella is een geslacht van weekdieren uit de klasse van de Gastropoda (slakken).

## Soorten
- Caledoniella gonodactyli (Preston, 1912)
- Caledoniella montrouzieri Souverbie, 1869